# Símbolos de España

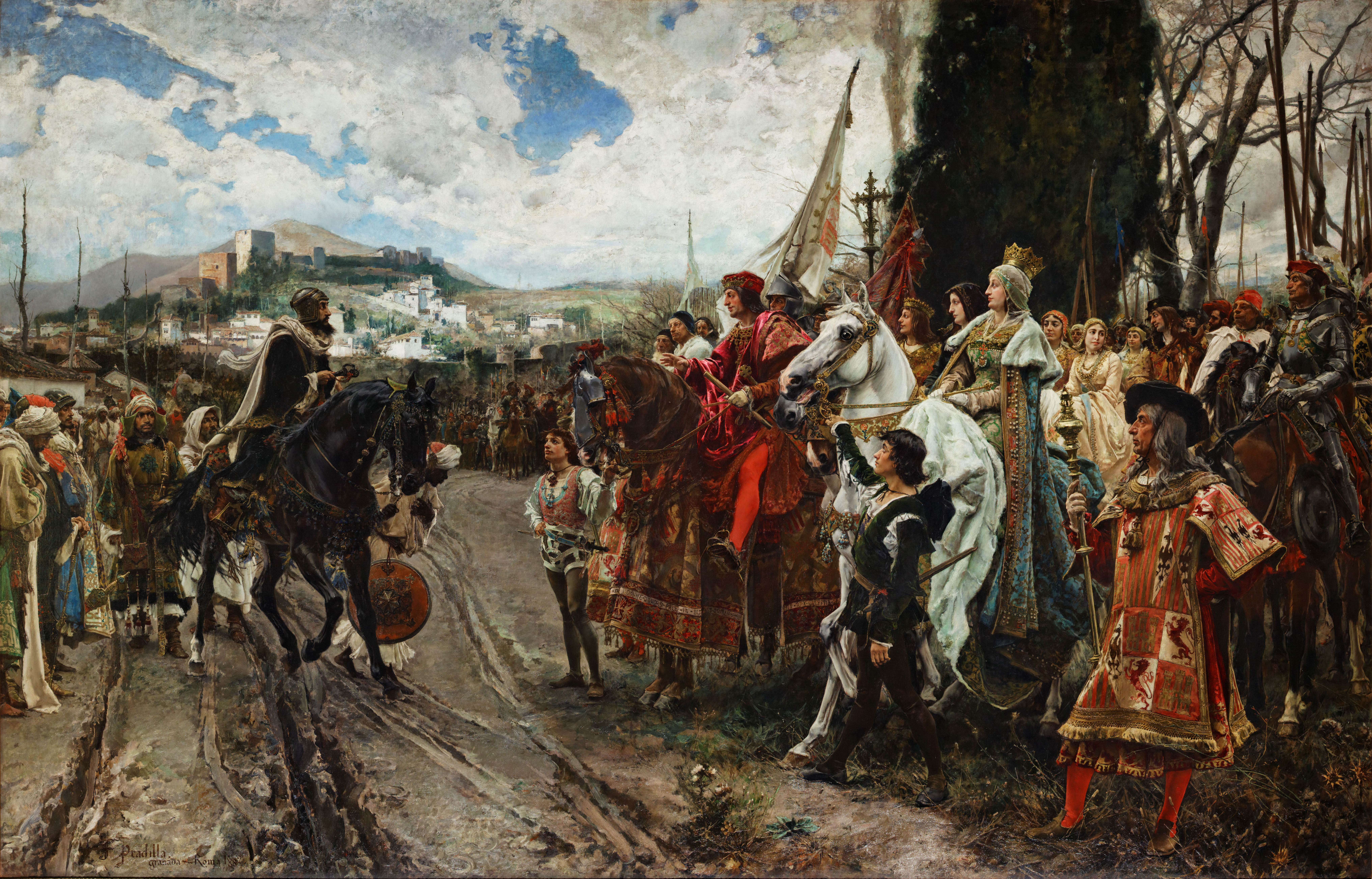
La rendición de Granada (1882), por Francisco Pradilla y Ortiz, muestra a Boabdil frente a Fernando e Isabel. Los Reyes Católicos fueron los que volvieron a unir la denominada Hispania wisigothorum a excepción de Portugal y Navarra. Esta última no sería conquistada hasta 1512. Desde entonces los símbolos heráldicos de estos reinos aparecen en el actual escudo de España.

Los símbolos de España son la bandera de España, formada por tres franjas horizontales, roja, amarilla y roja, siendo la amarilla de doble anchura, conforme a lo que establece el artículo 4.1 de la Constitución española de 1978, el escudo, regulado por la Ley 33/1981, de 5 de octubre, del Escudo de España, y la Marcha Granadera o Marcha Real Española, himno nacional reglamentado por el Real Decreto 1560/1997, de 10 de octubre. Además, la misma Constitución de 1978, en su artículo 4.2, contempla la posibilidad de que las comunidades autónomas dispongan de sus propias banderas y enseñas, según lo que establezcan sus respectivos Estatutos, como en efecto han hecho.
El profesor García-Mercadal recuerda que no existe en nuestro ordenamiento jurídico ninguna norma que fije un catálogo cerrado de símbolos políticos oficiales motivo por el cual pueden incluirse también dentro de dicho concepto  otros símbolos además de los apuntados: el Rey de España (símbolo de la unidad y permanencia del Estado, según el art. 56.1 de la CE), la Fiesta Nacional del 12 de Octubre (regulada por la Ley 18/1987, de 7 de octubre), algunos lugares de la memoria (como el Panteón Nacional), las monedas y emisiones postales y las Reales Órdenes y condecoraciones, civiles y militares.

## Bandera

Bandera actual de España.

La Bandera de España está formada por tres franjas horizontales, roja, amarilla gualda y roja, siendo la central de doble anchura que cada una de las laterales. Se trata del mismo diseño que fue adoptado como pabellón nacional de España en 1785 bajo el reinado de Carlos III, aunque el modelo del escudo que se reproduce en su interior ha variado varias veces, pero siempre situado en el lateral más cercano al mástil para asegurar su visibilidad en casos de escaso viento. La necesidad de crear esta nueva enseña se dio ante los continuos ataques de la Armada Inglesa en épocas de guerra, que confundían a los navíos españoles, que portaban un pabellón predominantemente blanco, con barcos enemigos de otras naciones europeas cuyas banderas eran parecidas.

## Himno de España
El himno de España es la Marcha Granadera o Marcha Real de España. Esta melodía ha servido de himno nacional ininterrumpidamente desde el siglo XVIII; con la excepción del periodo histórico de la II República (1931-1939). Es uno de los himnos nacionales más antiguos de Europa: su primera mención aparece en 1761 en el "Libro de la ordenanza de los toques de pifanos y tambores que se tocan nuevamente en la infantería" de Manuel de Espinosa de los Monteros. En este documento está escrita su partitura y es titulado Marcha Granadera o Marcha de Granaderos, sin autor conocido. Carlos III la declaró Marcha de Honor el 3 de septiembre de 1770, fue la costumbre popular lo que lo convirtió de facto en himno nacional, con anterioridad a que lo fuese declarado legalmente. Es durante el reinado de Isabel II cuando se transforma en himno oficial.  Tras el paréntesis republicano en el que el himno de Riego fue el oficial, el general Francisco Franco restableció su oficialidad durante la Guerra Civil, en un Decreto del 27 de febrero de 1937, ratificado en el BOE una vez finalizada la contienda, el 17 de julio de 1942. Los posteriores cambios políticos no modificaron el himno nacional ni su estatuto legal, efectuándose su regulación más precisa mediante el Real Decreto 1560/1997, del 10 de octubre de 1997, año de la adquisición plena de los derechos de autor de la armonización realizada por Bartolomé Pérez Casas, revisada por Francisco Grau, coronel director de la Banda de música de la Guardia Real, quien cedió gratuitamente sus derechos.
Se diferencia de otros himnos nacionales por ser uno de los pocos que carece de letra oficial, si bien en varias épocas poetas y ciudadanos anónimos han compuesto versos para esta marcha.

## Escudo
El escudo de armas representa al Estado de la misma forma que la bandera. Escudo y bandera coincidían originalmente en un estandarte y representaban a un monarca, una dinastía o posesiones como reinos, señoríos, etc. Durante la Edad Media encontramos en la península ibérica escudos de diversos reinos que atestiguan la división política de la península. A lo largo de los siglos se combinaron de diversas maneras los escudos de armas correspondientes a estos reinos de acuerdo con uniones políticas y divisiones. La heráldica de los más importantes reinos, Aragón, Castilla, León y Navarra, son las más comunes y se mantienen en el escudo actual. En versiones anteriores del escudo de España se podía encontrar, junto a los citados reinos, otros territorios que constituían posesiones del Imperio español, ya fuera bajo la Corona de Aragón o la de Castilla y cuyo rey era  el mismo que el de España; valgan como ejemplos las Dos Siclias o Flandes. 
Entre las modificaciones que el escudo de España ha sufrido a lo largo del tiempo cabe destacar la presencia de elementos distintivos como el águila de San Juan, el águila bicéfala, la Corona Real, la Corona imperial, la Corona mural, el collar de la Orden del Toisón de Oro, las Columnas de Hércules, el yugo y el haz de flechas o la Cruz de Borgoña.

### Escudo de España

Escudo actual de España.

El escudo actual del Reino de España tiene como timbre la Corona real, las columnas de Hércules a cada lado, soportando el lema "Plus Ultra" (En latín: Más allá) soportando cada columna la corona imperial del Sacro Imperio Romano Germánico y la corona real. Los cuarteles, representan los reinos medievales que unidos formaron España. Aparecen el castillo (Reino de Castilla), un león rampante coronado (Reino de León), la cuatribarrada (Corona de Aragón) y las cadenas (Reino de Navarra). El entado tiene una la silueta de una granada en referencia al reino nazarí de Granada, el último reducto musulmán de la península incorporado a la Corona Española. En el centro tiene un escusón con tres flores de lis representando a la Casa de Borbón-Anjou, la actual dinastía reinante en España.
La Ley 33/1981 lo describe de la siguiente forma:

El escudo de España es cuartelado y entado en punta. En el primer cuartel, de gules o rojo, un castillo de oro, almenado, aclarado de azur o azul y mazonado de sable o negro. En el segundo, de plata, un león rampante, de púrpura, linguado, uñado, armado de gules y coronado de oro. En el tercero, de oro, cuatro palos, de gules o rojo. En el cuarto, de gules o rojo, una cadena de oro, puesta en cruz, aspa y orla, cargada en el centro de una esmeralda de su color. Entado de plata, una granada al natural, rajada de gules o rojo, tallada y hojada de dos hojas de sinople o verde. Acompañado de dos columnas de plata, con la base y capitel de oro, sobre ondas de azur o azul y plata, superada la corona imperial la diestra, y de una corona real la siniestra, ambas de oro, y rodeando las columnas una cinta de gules o rojo, cargada de letras de oro, en la diestra "Plus" y en la siniestra "Ultra", (del latín Plus Ultra). Al timbre, Corona Real cerrada, que es un círculo de oro, engastado de piedras preciosas, compuesta de ocho florones de hojas de acanto, visible cinco, interpoladas de perlas y de cuyas hojas salen sendas diademas sumadas de perlas, que convergen en el mundo de azur o azul, con el semimeridiano y el ecuador en oro, sumado de cruz de oro. La corona forrada de gules o rojo.
Artículo 1 de la ley Ley 33/81

El escudo de España, tal y como se describe en el artículo anterior, lleva escusón de azur o azul, tres lises de oro puestas dos y una, la bordura lisa de gules o rojo, propio de la dinastía reinante (Borbón-Anjou).

### Símbolos heráldicos de los reinos peninsulares medievales
Los reinos medievales de la península ibérica tuvieron su propia heráldica, mucha de ella reflejada en los actuales escudos y banderas de las comunidades autónomas, provincias y municipios.
| Nombre y símbolo                             | Descripción |
| -------------------------------------------- | --- |
| La Cruz de la Victoria asturiana             | La Cruz de la Victoria es una joya del prerrománico asturiano, guardada en la Cámara Santa de la Catedral de San Salvador de Oviedo. Aparece en el emblema del Reino de Asturias ya que cuenta la leyenda que Don Pelayo lo portaba durante la Batalla de Covadonga en 722. Hoy sigue siendo símbolo de la comunidad autónoma de Asturias. El Reino de Asturias es el germen del posterior Reino de León. |
| El León Rampante                             | Un león rampante de púrpura sobre un campo de plata, linguado, uñado, armado de gules (rojo) y coronado en oro es el emblema del Reino de León. Existe polémica acerca de si este animal representaba al rey o al reino: en el primer caso serviría para simbolizar la fuerza del soberano, pero parece más clara la identificación entre las palabras Legio y leo que llevaría a la adopción del felino como imagen de la ciudad y del Reino. Hoy aparece, además de en el escudo de España, en el de la comunidad autónoma de Castilla y León, en el de la ciudad autónoma de Melilla, en la heráldica provincial de Álava, Almería, Badajoz, Cáceres, Cádiz, Ciudad Real, Córdoba, Cuenca, Granada, Guadalajara, Huesca, Jaén, Las Palmas, León, Lugo, Orense, Palencia, Sevilla, Toledo, Valladolid y Zamora, y en la municipal de Almería, Badajoz, Cáceres, Granada, Jaén, Las Palmas de Gran Canaria, León, Lugo, Murcia, Orense, Toledo, etc…. |
| El Pendón de Castilla                        | Un castillo de oro sobre campo de gules es el símbolo de Castilla. El Condado de Castilla no era más que un pequeño territorio que fue cobrando importancia hasta segregarse del Reino de León. El nuevo Reino de Castilla experimentó una gran expansión por la península ibérica y, tras su unión, de nuevo, con el Reino de León. Aparece en las banderas y escudos regionales de Castilla y León, Castilla-La Mancha, Extremadura, La Rioja, Comunidad de Madrid y Región de Murcia. |
| Las Barras de Aragón, cuatribarrada o señera | Las Barras (en su denominación tradicional) o Señal Real de Aragón es un símbolo heráldico contemporáneo a la difusión de la heráldica europea. Su origen es discutido, mientras unos piensan que proviene de la Casa de Aragón, otros afirman que su origen está en la Casa de Barcelona. Existen leyendas sobre el origen de este símbolo así como una hipótesis que sitúa su origen en su vinculación con la enseña del Papa. Designó primordialmente a la dinastía y posteriormente a la dignidad del rey de Aragón, cuyas posesiones mediterráneas obtuvieron tal importancia que, en palabras de Bernat Desclot, no creu que nengun peix se gos alçar sobre mar si no porta un escut ab senyal del rei d'Aragó en la coa per mostrar guiatge d'aquell senyor rei d'Aragó (no creo que ningún pez ose asomarse sobre el mar si no lleva un escudo con la señal del rey de Aragón en la cola mostrando salvoconducto de aquel señor rey de Aragón). A fines del siglo XV, con la territorialización del símbolo, vino a representar a la Corona de Aragón. En su variante de bandera y con las barras en horizontal, este símbolo es también conocido como señera (en catalán: senyera) y es un distintivo para todos los territorios actuales herederos de los dominios del rey. Aparece en el escudo de España así como en el de Andorra y de otros antiguos dominios aragoneses de Francia e Italia y es el elemento principal de las bandera autonómicas de Aragón, Islas Baleares, Cataluña y la Comunidad Valenciana. |
| Las Cadenas de Navarra                       | El emblema actual de la Comunidad Foral de Navarra está formado por cadenas de oro sobre campo de gules, con una esmeralda en el centro de unión de sus ocho brazos de eslabones. Es la evolución del carbunclo que tras adornarlo con esferillas asemejaba a unas cadenas que posteriormente se relacionó con la Batalla de las Navas de Tolosa que tuvo lugar en 1212 en Jaén. La leyenda lo atribuyó desde el siglo XV a las cadenas con las que los esclavos del califa almohade de Marruecos Muhammad An-Nasir estaban atados para defender su tienda y que fueron rotas por tropas navarras que combatían aliados con otros reinos cristianos frente a los musulmanes hispano-árabes. |
| Estandartes del Reino de Granada             | El Reino de Granada ha tenido diferentes elementos heráldicos dependiendo de su época musulmana como reino nazarí o de su época cristiana como reino integrante de la Corona de Castilla, tras su reconquista en 1492. - El primer estandarte está formado por el lema Wa lā gāliba ilā Al·lāh (En árabe: Y no vence sino Alá o Solo Alá es vencedor) en blanco sobre fondo rojo. Corresponde a la era de dominio andalusí sobre este territorio. - El segundo estandarte consiste en una granada de su color, rajada de gules (rojo), tallada y hojada de dos hojas de sinople o verde sobre campo de plata. Su origen se remonta a 1492 y fue otorgado tras la guerra por la cual el Reino de Granada fue incorporado a la Corona de Castilla. Hoy aparece en la parte inferior del escudo de España. El motivo de la representación de la granada fue la castellanización del topónimo de la ciudad: Garnata por su parecido a la palabra que denomina a esta fruta[cita requerida]. |

### Otros símbolos heráldicos
Muchos de estos símbolos son o han sido elementos del escudo apareciendo alrededor, fuera o detrás de este como ornamentación.

#### El yugo y el haz de flechas

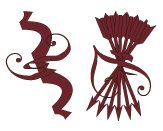
El Yugo y el Haz de Flechas. Símbolos personales de Fernando II de Aragón e Isabel de Castilla.

El yugo y el haz de flechas junto al nudo gordiano fueron los símbolos heráldicos de los Reyes Católicos. Desde el siglo I a. C., constituyen elementos simbólicos en distintas obras del poeta romano Virgilio: mientras que las flechas representan la guerra en la Eneida, el yugo lo hace con las labores agrarias en las Geórgicas. Fernando el Católico adoptó el nudo gordiano anudado al yugo como símbolo personal junto al lema Tanto Monta a recomendación de Antonio de Nebrija recordando el episodio de Alejandro Magno en Gordio («tanto importa desatar el nudo como romperlo frente a la idea de conquistar Asia»). 
Posteriormente, el movimiento falangista ha venido utilizando un símbolo parecido (un yugo cruzado con un haz de cinco flechas) para representar los ideales del nacionalsindicalismo. Durante la Guerra Civil y la dictadura de Francisco Franco y la absorción de Falange Española y de las JONS al Movimiento nacional, este pasó a ser un símbolo más de la dictadura presente en monedas, placas gubernamentales, sellos y edificios.

Águila de San Juan en un estandarte con el escudo de los Reyes Católicos.

#### El águila de San Juan
El águila de San Juan es un elemento del Tetramorfos referente al evangelista San Juan. Isabel la Católica, reina de Castilla sentía gran devoción hacia este evangelista y se hizo coronar en la fecha de su festividad. Además, este símbolo representado por un águila real pasmada, de sable, nimbada de oro, con el pico y las garras de gules, y un halo de oro fue incluido a su escudo de armas tras la unificación de las Coronas de Castilla y Aragón. Este es el primer escudo que incluyó unidos a todos los territorios peninsulares españoles. 
Más adelante, durante la Guerra Civil, el bando franquista rescata este símbolo que pasa a formar parte del escudo del Estado hasta 1981, cuando la Ley 33/1981, de 5 de octubre cambia el diseño del escudo a la forma actual. 

#### El águila bicéfala

Escudo del Rey Carlos I de España con el Águila bicéfala.

El águila imperial o bicéfala es la marca heráldica más potente hasta ese momento: pues simboliza unión del Sacro Imperio Romano Germánico con la monarquía española bajo la dinastía de los Habsburgo (o casa de Austria como se denomina a su rama española) cuando Carlos I de España es elegido emperador del Sacro Imperio como Carlos V. Sus posesiones incluían los territorios castellanos en tierras americanas y los aragoneses en el Mediterráneo, más los remanentes territoriales del Estado borgoñón. El águila bicéfala es, como su nombre indica, un águila en sable de dos cabezas con las alas extendidas. Aunque sus orígenes en Europa se remontan al Imperio romano y a su heredero, el Imperio bizantino; fue el emblema de los Habsburgo en Madrid y en Viena. El reinado de los Habsburgo en España comenzó con Felipe I, casado con Juana de Castilla (hija de los Reyes Católicos) y terminó con la muerte de Carlos II, que desembocó en la Guerra de Sucesión y el advenimiento de la Casa de los Borbón-Anjou.
Este símbolo está presente en la heráldica de Rusia, Armenia, Serbia, Montenegro y Albania.

#### Las columnas de Hércules

Las columnas de Hércules.

En un principio fueron denominadas las columnas de Melkart por los fenicios, más tarde las columnas de Heracles por los griegos y finalmente por los romanos y hasta la actualidad: las columnas de Hércules. Este símbolo constituido por dos columnas representan a los dos promontorios que flanquean el estrecho de Gibraltar: el monte Abila        (Ceuta) en África y el peñón de Gibraltar. El lema Plus Ultra (latín: Más allá) rodeando estas columnas hace alusión al Nuevo Mundo descubierto, explorado y colonizado por españoles que había más allá de este paso. Anteriormente se pensaba que el fin del mundo se encontraba al traspasar el estrecho, de ahí que anteriormente el lema que portaban las columnas fuera "Non Plus Ultra" (en latín: No más allá) como aparece en el escudo de Melilla.
El rey y emperador Carlos I introdujo las columnas de Hércules entre las armas reales de España. Símbolo que se ha mantenido hasta hoy
Algunas teorías afirman que el símbolo del dólar estadounidense ($) es una representación simplificada de las columnas de Hércules y la banda del Plus Ultra, que aparecía en ciertas monedas españolas acuñadas en México bastante populares entre los colonos ingleses que empezaban a emigrar hacia el oeste y al sur de Norteamérica.

#### La cruz o aspa de Borgoña

Bandera del Imperio español con la Cruz de Borgoña.

La Cruz de Borgoña o Aspa de Borgoña es una variante de la Cruz de San Andrés en la que los troncos que forman la cruz aparecen con sus nudos en los lugares donde se cortaron las ramas. Este elemento ha sido incluido en diversos escudos de armas y en banderas de España, tanto de tierra como de mar, desde 1506, época de su introducción con la Guardia Borgoñona de Felipe el Hermoso, hasta nuestros días, donde todavía es un elemento importante en el Escudo de Armas del Rey de España, y en su estandarte, así como en otros estandartes, banderas, banderines, guiones, pendones y confalones de las Fuerzas Armadas de España.
Se identifica comúnmente con los tercios españoles y con la época imperial española, que usaba una bandera blanca con este símbolo en rojo. Bandera que ondea en algunas de las antiguas fortalezas españolas en Estados Unidos y algunos países de Hispanoamérica en recuerdo al pasado español en el continente americano. Posteriormente, este símbolo ha sido utilizado por los requetés durante la Guerra Civil y por el movimiento tradicionalista (carlista). 

## Alegorías

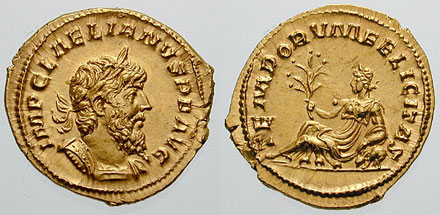
Alegoría de Hispania o España en una moneda de Leliano.

### Hispania

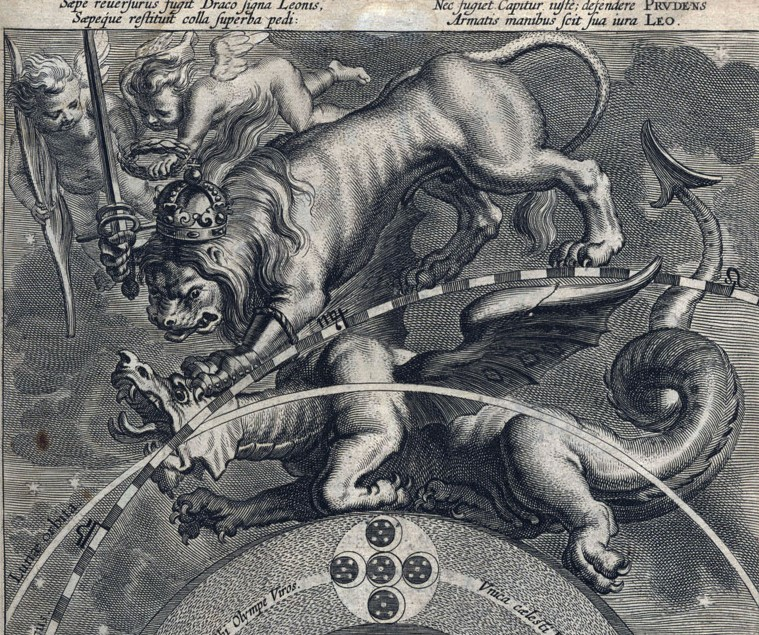
Portada del libro Philippus Prudens 1639) de Juan Caramuel Lobkowitz.

Hispania ha sido empleada en monedas, relieves, esculturas y pinturas como personificación nacional de España. Aunque indistintamente se la ha llamado Hispania o España, la representación original se remonta a la República romana, donde aparece una moneda con la leyenda HISPAN. Más tarde aparecerá con la leyenda HISPANIA y otras leyendas en una postura yacente, como en la moneda de Adriano, que sería imitada por Leliano y que sería rescatada en la aparición de la peseta y en su final, aunque ya con la leyenda ESPAÑA.

### El león hispano
El león hispano o león de España es una alegoría o personificación de España inspirada en el mueble heráldico del antiguo Reino de León. A menudo se empleó para representar a León o a Castilla y en tiempos de Felipe II se recuperó para personificar a España. Portugal fue derrotada por España y a raíz de este hecho se consideró que Portugal se independizó del Reino de León de forma ilegal, por ello, como aparece en la portada del libro Philippus Prudens de Juan Carmuel Lobkowitz se representó alegóricamente a España como un león victorioso ante el dragón (alegoría de Portugal). En el siglo XVIII y siglo XIX a menudo se representó a Hispania junto a un león representando a Castilla tanto en pintura como en escultura.
Por su vinculación a Hispania fue usado de igual modo al lado de la alegoría de la República, lo que hizo que el león se asociara a la Segunda República Española y que el dictador Francisco Franco apartara el símbolo quedando así en el olvido.

## Símbolos históricos de la Segunda República Española

### Bandera de la Segunda República

Bandera de la Segunda República Española.

La bandera tricolor (rojo, amarillo y morado) fue la bandera nacional durante la Segunda República Española, entre 1931 y 1939. El origen de esta bandera está fundado en una creencia errónea, ya que para su elaboración se pensaba que la última banda de color morado, era el color utilizado por los comuneros de Castilla, siendo realmente el carmesí. Por otro lado el color morado era el utilizado por los monarcas españoles en sus estandartes desde tiempos de Isabel II. La bandera tricolor se ha convertido, durante y después de la Guerra Civil, en un símbolo de sector mayoritario del movimiento republicano español, que la usa en sus manifestaciones y la reivindica como enseña estatal. Fue usada también por los exiliados republicanos españoles, algunos de los cuales lucharon contra el nazismo bajo esta bandera. En el desfile tras la Liberación de París a través de los Campos Elíseos durante la Segunda Guerra Mundial un carro portaba esta bandera porque entre los integrantes de la 9.ª Compañía Blindada combatían numerosos republicanos españoles. También ha sido usada en 2005, junto a la bandera nacional, en un acto oficial al que asistió el Presidente del Gobierno José Luis Rodríguez Zapatero en homenaje a las víctimas españolas del campo de concentración de Mauthausen, la mayoría de ellas republicanas.

### Himno de Riego
Se conoce por Himno de Riego a la marcha militar decimonónica de inspiración de los tradicionales himnos militares con acento al pasodoble y de la "Marsellesa" de referencia en aquella época; compuesta por José Melchor Gomis dedicada al teniente coronel Rafael de Riego. Fue el himno nacional oficioso durante el Trienio Liberal de 1820-1823 bajo el reinado de Fernando VII, cooficial durante la Primera República Española y popular en la Segunda República Española. Durante la Primera Guerra Carlista era cantado por las tropas liberales, siendo prohibido durante la Década Ominosa de Fernando VII y parte del reinado de Isabel II.

## Bandera de proa

Bandera de proa de la Armada Española.

La bandera de proa de la Armada Española se compone de cuatro cuarteles principales del Escudo de España que representan los antiguos reinos cristianos de España: Castilla, León, Aragón y Navarra. A diferencia del león del escudo de España, el león de la bandera de proa ha de ser de color rojo (gules), y no púrpura. La bandera de proa (también llamada bandera de tajamar, de bauprés o torrotito (jack en inglés), es una bandera de uso ceremonial que es izada en la proa de los buques de las marinas de guerra de algunas naciones en las ocasiones que regulan las ordenanzas correspondientes. Determina el ceremonial marítimo, que en los días festivos y en otras ocasiones de engalanado, se ice a proa en el bauprés, una bandera pequeña denominada tajamar o torrotito, que desde el siglo XVII fue idéntica a la nacional, hasta que el Reglamento de Banderas, Insignias y Distintivos, de 11 de octubre de 1945, la creó cuartelada, con los cuatro cuarteles de Castilla, León, Aragón y Navarra, que actualmente mantiene. Según este Reglamento, será una bandera cuadra con cuatro cuarteles. Primero, de gules, con una castillo de oro, almenado de cinco almenas y donjonado de tres torres, cada una de ellas con tres almenas de lo mismo, mazonado de sable y de azur. Segundo, de plata, con un león rampante de gules y coronado de oro, lampasado y armado de lo mismo. Tercero, de oro, con cuatro palos de gules. Cuarto, de gules, con una cadena de oro puesta en orla, en cruz y en aspa con un punto de sinople en abismo.
Anexo al RD 1024/1984, de 23 de mayo, BOE del 30/05/1984:
"Cuando un buque esté fondeado o atracado en aguas extranjeras, izará a las mismas horas que la Bandera Nacional la de Tajamar o Torrotito. En aguas nacionales lo hará los días de engalanado, domingo y festivos y, en presencia de un buque de guerra extranjero, cuando éste fondee o afirme la primera amarra en tierra, arriándola cuando zarpe o largue la última amarra."
La actual bandera de proa, fue aprobada por decreto de fecha 11 de octubre de 1945 en el reglamento de banderas insignias y distintivos.

## Escarapela de España

Escarapela de España.

La Escarapela de España es un símbolo utilizado desde el siglo XVII sobre todo como parte de los uniformes militares. Inicialmente fue de color rojo o encarnado. A partir de finales del siglo XIX se empezó a utilizar la escarapela bicolor, a imitación de los colores de la bandera de España. La escarapela o cucarda en España es circular, con tres anillos rojo, amarillo y rojo. Es usada principalmente por el Ejército del Aire, esta escarapela aeronáutica o redondel se muestra en sus aeronaves para indicar su nacionalidad; pero también está cada día más presentes en elementos de la cultura popular de España como adhesivos o parches textiles usándose la misma manera que un símbolo similar como es la escarapela de la fuerza aérea británica es usada por todo el mundo desde los años sesenta.